# Шатин, Геннадий Николаевич
Геннадий Николаевич Шатин (31 августа 1921, Саратов — 2 марта 1994, Кемерово) — советский военнослужащий, участник Великой Отечественной войны, Герой Советского Союза, командир звена 175-го гвардейского штурмового авиационного полка (11-й гвардейской штурмовой авиационной дивизии, 16-й воздушной армии) гвардии младший лейтенант.

## Биография
Родился 31 августа 1921 года в городе Саратове. Окончил 7 классов, школу ФЗУ, аэроклуб. Работал токарем на Горьковском автомобильном заводе.
В 1940 году был призван в Красную Армию Автозаводским райвоенкоматом города Горького. Был направлен в лётное училище. В 1942 году окончил Краснодарское военное объединенное авиационное училище.
На фронтах Великой Отечественной войны с мая 1944 года. Весь боевой путь прошёл в составе 175-го гвардейского штурмового авиационного полка. Боевую работу начал летом 1944 года в Бобруйской операции. Последние боевые вылеты сделал в небе Берлина, поддерживая пехоту, продвигающуюся с боями по улицам города. Член ВКП(б)/КПСС с 1945 года.
К концу войны гвардии младший лейтенант Шатин совершил 108 боевых вылетов на разведку и штурмовку войск противника. В ходе успешных боевых вылетов уничтожил 35 орудий зенитной и противотанковой артиллерии, 87 автомашин с военными грузами и 3 бензозаправщика, подбил 11 танков и 3 самоходных орудия, взорвал 6 складов с боеприпасами и железнодорожный мост, истребил более 600 вражеских солдат и офицеров.
Указом Президиума Верховного Совета СССР от 15 мая 1946 года за мужество и героизм гвардии младшему лейтенанту Шатину Геннадию Николаевичу присвоено звание Героя Советского Союза с вручением ордена Ленина и медали «Золотая Звезда».
После войны продолжал службу в ВВС. В 1955 году окончил Военно-воздушную академию. С 1958 подполковник Шатин — в запасе.
Жил в городе Кемерово. Работал на заводе «Кузбассэлектромотор». Скончался 2 марта 1994 года.
Награждён орденом Ленина, двумя орденами Красного Знамени, двумя орденами Отечественной войны 1-й степени, двумя орденами Красной Звезды, медалями.

## Память
- Улица в Саратове[1].
- В городе Кемерово, на доме № 19 на улице Весенней, где жил Геннадий Шатин, установлена мемориальная доска[2].